# 永井進
永井 進（ながい すすむ、1911年3月25日 - 1974年2月5日）は、昭和期のピアニストである。東京藝術大学音楽学部教授も務めた。

## 概略
1911年、東京都麻布生まれ。1929年、麻布小學校および旧制・芝中學校（現・芝高等学校）卒業。
納所弁次郎（のうしょ・べんじろう　1865年 - 1936年/ 「うさぎとカメ」「桃太郎」などの作曲で知られる）、榊原 直（さかきばら・なおし1894 - 1959/ 榊原トリオで活躍したピアニスト）にピアノを師事。
1929年（昭和4年18歳）東京音樂學校予科に入学（翌年本科に進級）。福井直俊、田中規矩士に師事。本科3年次からは、レオ・シロタ（後述※1）に師事。
1933年東京音樂學校（現・東京藝術大学）卒業、引き続き東京音樂学校研究科に進学。
同年、皇后の前にて演奏。
1935年（昭和10年24歳）東京音樂學校研究科修了。9月から教務嘱託として母校に残り、指導を開始。
1936年（昭和11年25歳）オーストリアから東京音樂學校に招聘されたウィーン国立音楽院教授パウル・ヴァインガルテン（後述※２）に留学給付金を支給され、滞独留学生（日本に滞在したままドイツやオーストリア留学生給付金を支給されて、文部省の指定する外国人教官に師事する制度）2年間指導を受ける。
1939年（昭和14年28歳）10月、東京音樂學校助教授に昇格。
1941年ヨーゼフ・ローゼンシュトック指揮による新交響樂団(現・NHK交響楽団)と共演してデビューを果たす。
1944年に東京音楽学校に教授に就任。戦後には演奏活動にも専念する。
1946年（昭和46年35歳）8月、東京音樂學校を退職。
1952年（昭和27年）東京藝術大学（前・東京音樂學校）教授に就任する。
1960年（昭和35年49歳）日本ショパン協会副会長に就任（会長は野村光一）。
1963年 パリで開催された第10回ロン＝ティボー国際コンクールピアノ部門に、審査員として招聘される（邦人初）。
1970年 ワルシャワで開催された第8回ショパン国際ピアノコンクールに、審査員として招聘される（邦人初）。
数え切れないほどの門下生を海外留学させ、国際コンクール入賞者を輩出。国際舞台での演奏家や優秀な教師に成長させた。田村 宏、松野景一、小林道夫、大野（深澤）亮子、荒 憲一、平井丈二郎、松浦豊明、神西敦子、松﨑伶子、岩崎セツ子、竹島悠紀子、辻 安佐子、土屋美寧子、武田真理、奥 千絵子、岡本愛子、渡邊健二、海老彰子、他多数。
また、1962年から1983年まで放映されたNHK「ピアノのおけいこ」の初代講師でもある。
1974年永眠。墓所は多磨霊園。
※1 レオ・シロタ(Leo Sirota・1885~1965）フェルッチョ・ブゾーニの高弟のユダヤ系ピアニスト。
※2 パウル・ヴァインガルテン（Paul Weingarten 1886 - 1948）はエミール・フォン・ザウアー（Emil von Sauer）門下。ウィーン国立音楽院教授として井上園子を育てる。ウィーン国立音楽院を特例休職して来日した。